# Marcellus Stearns
Marcellus Lovejoy Stearns (Lovell, 29 aprile 1839 – Palatine Bridge, 8 dicembre 1891) è stato un politico e militare statunitense. Fu l'11º governatore della Florida dal 1874 al 1877 dopo essere stato vice di Ossian B. Hart dal 1873 al 1874. Fu anche militare per l'esercito dell'unione durante la guerra civile e perse un braccio durante la battaglia di Opequon a Winchester, in Virginia.